# Arthur B. Lamb
Pour les articles homonymes, voir Lamb.
Arthur Becket Lamb , né le 25 février 1880 à Attleboro dans le Massachusetts et mort le 15 mai 1952 à Cambridge dans le même État, est un chimiste et universitaire américain. Spécialiste de chimie physique, il a apporté des améliorations décisives aux masques à gaz à la fin de la Première Guerre mondiale.

## Biographie
Arthur Lamb est issu d'une famille d'armateurs établie depuis la fin du XVIIe siècle en Nouvelle-Angleterre. Il manifeste très jeune un intérêt particulier pour les sciences naturelles : à 15 ans, il se procure avec des camarades une roche radioactive pour observer l'effet des rayonnements sur les plaques photographiques. L'année suivante, il est admis à suivre les cours de biologie à l'Université Tufts, et ceux de chimie au Harvard College. Il obtient un doctorat de chacune de ces deux établissements en 1904 : à Harvard, sa thèse, préparée sous la direction de Theodore William Richards, porte sur La chaleur spécifique des solutions salines. Il est ensuite stagiaire postdoctoral à Leipzig dans les laboratoires de Wilhelm Ostwald et de Robert Luther. En 1906, il obtient un poste d'assistant à l'université de New York, puis en 1912 à Harvard. 
À l'été 1917, il s'engage dans la recherche militaire au cours de la Première Guerre mondiale, obtenant le poste de directeur de la recherche (avec grade de lieutenant-colonel). Il se consacre d'abord au codage des transmissions, puis à l'extraction du monoxyde de carbone, sans négliger les questions administratives. Lui-même citait plus tard le recrutement comme directeur du plus grand spécialiste de la cristallisation fractionnée, le Pr E. P. Kohler, comme son principal succès au cours de cette période. Le propre département de Lamb réalisa deux progrès significatifs avec la mise au point d'une cartouche amovible pour les masques à gaz, et d'un mécanisme de sécurité pour équiper les mines.
Il retrouve son laboratoire de l'université Harvard en 1921, qu'il modernise entièrement. En 1940 il occupe la charge de doyen de la faculté d'Arts and Sciences d'Harvard.
Membre de l'Académie américaine des arts et des sciences depuis 1914, et de l'Académie nationale des sciences depuis 1924, Président de l'American Chemical Society en 1933, il est récompensé par la Médaille William-H.-Nichols en 1943, et par la médaille Priestley en 1949. De 1917 à 1949, il a exercé les fonctions d'éditeur scientifique du Journal of the American Chemical Society.